# 種子鯊
種子鯊（学名：Stenogobius genivittatus），又名條紋狹鰕虎魚，为鰕虎科狹鰕虎魚屬下的一个种。